# Leptaegeria axiomnemoneuta
Leptaegeria axiomnemoneuta is een vlinder uit de familie wespvlinders (Sesiidae), onderfamilie Sesiinae.
Leptaegeria axiomnemoneuta is voor het eerst wetenschappelijk beschreven door Zukowsky in 1936. De soort komt voor in het Neotropisch gebied.